# MotoGP olasz nagydíj
A MotoGP olasz nagydíja a gyorsaságimotoros-világbajnokság egy versenye, mely a sorozat kezdete, 1949 óta megszakítás nélkül szerepel a versenynaptárban. A versenyt 1990-ig Nemzetek Nagydíjának hívták. 1994 óta a nagydíj helyszíne hagyományosan Mugello.

## Az olasz nagydíj győztesei
| Év   | Helyszín | Moto3         | Moto2           | MotoGP       | Összefoglaló |
| ---- | -------- | ------------- | --------------- | ------------ | ------------ |
| 2025 | Mugello  | Máximo Quiles | Manuel González | Marc Márquez | Összefoglaló |

| Év   | Helyszín | MotoE              | MotoE          | Moto3          | Moto2        | MotoGP            | Összefoglaló |
| Év   | Helyszín | Verseny 1          | Verseny 2      | Moto3          | Moto2        | MotoGP            | Összefoglaló |
| ---- | -------- | ------------------ | -------------- | -------------- | ------------ | ----------------- | ------------ |
| 2024 | Mugello  | Mattia Casadei     | Kevin Zannoni  | David Alonso   | Joe Roberts  | Francesco Bagnaia | Összefoglaló |
| 2023 | Mugello  | Andrea Mantovani   | Eric Granado   | Daniel Holgado | Pedro Acosta | Francesco Bagnaia | Összefoglaló |
| 2022 | Mugello  | Dominique Aegerter | Matteo Ferrari | Sergio García  | Pedro Acosta | Francesco Bagnaia | Összefoglaló |

| Év   | Helyszín | Moto3                              | Moto2                              | MotoGP                             | Összefoglaló                       |
| ---- | -------- | ---------------------------------- | ---------------------------------- | ---------------------------------- | ---------------------------------- |
| 2021 | Mugello  | Dennis Foggia                      | Remy Gardner                       | Fabio Quartararo                   | Összefoglaló                       |
| 2020 | Mugello  | A Covid19-pandémia miatt törölték. | A Covid19-pandémia miatt törölték. | A Covid19-pandémia miatt törölték. | A Covid19-pandémia miatt törölték. |
| 2019 | Mugello  | Tony Arbolino                      | Álex Márquez                       | Danilo Petrucci                    | Összefoglaló                       |
| 2018 | Mugello  | Jorge Martín                       | Miguel Oliveira                    | Jorge Lorenzo                      | Összefoglaló                       |
| 2017 | Mugello  | Andrea Migno                       | Mattia Pasini                      | Andrea Dovizioso                   | Összefoglaló                       |
| 2016 | Mugello  | Brad Binder                        | Johann Zarco                       | Jorge Lorenzo                      | Összefoglaló                       |
| 2015 | Mugello  | Miguel Oliveira                    | Esteve Rabat                       | Jorge Lorenzo                      | Összefoglaló                       |
| 2014 | Mugello  | Romano Fenati                      | Esteve Rabat                       | Marc Márquez                       | Összefoglaló                       |
| 2013 | Mugello  | Luis Salom                         | Scott Redding                      | Jorge Lorenzo                      | Összefoglaló                       |
| 2012 | Mugello  | Maverick Viñales                   | Andrea Iannone                     | Jorge Lorenzo                      | Összefoglaló                       |
| Év   | Helyszín | 125 cc                             | Moto2                              | MotoGP                             | Összefoglaló                       |
| 2011 | Mugello  | Nicolás Terol                      | Marc Márquez                       | Jorge Lorenzo                      | Összefoglaló                       |
| 2010 | Mugello  | Marc Márquez                       | Andrea Iannone                     | Dani Pedrosa                       | Összefoglaló                       |
| Év   | Helyszín | 125 cc                             | 250 cc                             | MotoGP                             | Összefoglaló                       |
| 2009 | Mugello  | Bradley Smith                      | Mattia Pasini                      | Casey Stoner                       | Összefoglaló                       |
| 2008 | Mugello  | Simone Corsi                       | Marco Simoncelli                   | Valentino Rossi                    | Összefoglaló                       |
| 2007 | Mugello  | Héctor Faubel                      | Álvaro Bautista                    | Valentino Rossi                    | Összefoglaló                       |
| 2006 | Mugello  | Mattia Pasini                      | Jorge Lorenzo                      | Valentino Rossi                    | Összefoglaló                       |
| 2005 | Mugello  | Talmácsi Gábor                     | Dani Pedrosa                       | Valentino Rossi                    | Összefoglaló                       |
| 2004 | Mugello  | Roberto Locatelli                  | Sebastian Porto                    | Valentino Rossi                    | Összefoglaló                       |
| 2003 | Mugello  | Lucio Cecchinello                  | Manuel Poggiali                    | Valentino Rossi                    | Összefoglaló                       |
| 2002 | Mugello  | Manuel Poggiali                    | Marco Melandri                     | Valentino Rossi                    | Összefoglaló                       |
| Év   | Helyszín | 125 cc                             | 250 cc                             | 500 cc                             | Összefoglaló                       |
| 2001 | Mugello  | Ueda Noboru                        | Harada Tecuja                      | Alex Barros                        | Összefoglaló                       |
| 2000 | Mugello  | Roberto Locatelli                  | Nakano Sinja                       | Loris Capirossi                    | Összefoglaló                       |
| 1999 | Mugello  | Roberto Locatelli                  | Valentino Rossi                    | Àlex Crivillé                      | Összefoglaló                       |
| 1998 | Mugello  | Manako Tomomi                      | Marcellino Lucchi                  | Michael Doohan                     | Összefoglaló                       |
| 1997 | Mugello  | Valentino Rossi                    | Max Biaggi                         | Michael Doohan                     | Összefoglaló                       |
| 1996 | Mugello  | Peter Öttl                         | Max Biaggi                         | Michael Doohan                     | Összefoglaló                       |
| 1995 | Mugello  | Aoki Harucsika                     | Max Biaggi                         | Michael Doohan                     | Összefoglaló                       |
| 1994 | Mugello  | Ueda Noboru                        | Ralf Waldmann                      | Michael Doohan                     | Összefoglaló                       |
| 1993 | Misano   | Dirk Raudies                       | Jean-Philippe Ruggia               | Luca Cadalora                      | Összefoglaló                       |
| 1992 | Mugello  | Ezio Gianola                       | Luca Cadalora                      | Kevin Schwantz                     | Összefoglaló                       |
| 1991 | Misano   | Fausto Gresini                     | Luca Cadalora                      | Michael Doohan                     | Összefoglaló                       |

## A Nemzetek Nagydíjának győztesei
| Év   | Helyszín | 125 cc         | 250 cc        | 500 cc               | Összefoglaló |
| ---- | -------- | -------------- | ------------- | -------------------- | ------------ |
| 1990 | Misano   | Jorge Martínez | John Kocinski | Wayne Rainey         | Összefoglaló |
| 1989 | Misano   | Ezio Gianola   | Sito Pons     | Pier-Francesco Chili | Összefoglaló |

| Év   | Helyszín | 80 cc              | 125 cc             | 250 cc           | 500 cc          | Összefoglaló |
| ---- | -------- | ------------------ | ------------------ | ---------------- | --------------- | ------------ |
| 1988 | Imola    | Jorge Martínez     | Jorge Martínez     | Dominique Sarron | Eddie Lawson    | Összefoglaló |
| 1987 | Monza    | Jorge Martínez     | Fausto Gresini     | Anton Mang       | Wayne Gardner   | Összefoglaló |
| 1986 | Monza    | Stefan Dörflinger  | Fausto Gresini     | Anton Mang       | Eddie Lawson    | Összefoglaló |
| 1985 | Mugello  | Jorge Martínez     | Pier Paolo Bianchi | Freddie Spencer  | Freddie Spencer | Összefoglaló |
| 1984 | Misano   | Pier Paolo Bianchi | Ángel Nieto        | Fausto Ricci     | Freddie Spencer | Összefoglaló |
| Év   | Helyszín | 50 cc              | 125 cc             | 250 cc           | 500 cc          | Összefoglaló |
| 1983 | Monza    | Stefan Dörflinger  | Ángel Nieto        | Carlos Lavado    | Freddie Spencer | Összefoglaló |

| Év   | Helyszín | 50 cc                | 125 cc             | 250 cc            | 350 cc             | 500 cc           | Összefoglaló |
| ---- | -------- | -------------------- | ------------------ | ----------------- | ------------------ | ---------------- | ------------ |
| 1982 | Monza    | Eugenio Lazzarini    | Ángel Nieto        | Anton Mang        | Didier de Radiguès | Franco Uncini    | Összefoglaló |
| 1981 | Monza    | Ricardo Tormo        | Guy Bertin         | Eric Saul         | Jon Ekerold        | Kenny Roberts    | Összefoglaló |
| 1980 | Misano   | Eugenio Lazzarini    | Pier Paolo Bianchi | Anton Mang        | Johnny Cecotto     | Kenny Roberts    | Összefoglaló |
| 1979 | Imola    | Eugenio Lazzarini    | Ángel Nieto        | Kork Ballington   | Gregg Hansford     | Kenny Roberts    | Összefoglaló |
| 1978 | Mugello  | Ricardo Tormo        | Eugenio Lazzarini  | Kork Ballington   | Kork Ballington    | Kenny Roberts    | Összefoglaló |
| 1977 | Imola    | Eugenio Lazzarini    | Pier Paolo Bianchi | Franco Uncini     | Alan North         | Barry Sheene     | Összefoglaló |
| 1976 | Mugello  | Ángel Nieto          | Pier Paolo Bianchi | Walter Villa      | Johnny Cecotto     | Barry Sheene     | Összefoglaló |
| 1975 | Imola    | Ángel Nieto          | Paolo Pileri       | Walter Villa      | Johnny Cecotto     | Giacomo Agostini | Összefoglaló |
| 1974 | Imola    | Henk van Kessel      | Ángel Nieto        | Walter Villa      | Giacomo Agostini   | Franco Bonera    | Összefoglaló |
| 1973 | Monza    | Jan de Vries         | Kent Andersson     |                   | Giacomo Agostini   |                  | Összefoglaló |
| 1972 | Imola    | Jan de Vries         | Ángel Nieto        | Renzo Pasolini    | Giacomo Agostini   | Giacomo Agostini | Összefoglaló |
| 1971 | Monza    | Jan de Vries         | Gilberto Parlotti  | Gyula Marsovsky   | Jarno Saarinen     | Alberto Pagani   | Összefoglaló |
| 1970 | Monza    | Jan de Vries         | Ángel Nieto        | Rod Gould         | Giacomo Agostini   | Giacomo Agostini | Összefoglaló |
| 1969 | Monza    | Paul Lodewijkx       | Dave Simmonds      | Phil Read         | Phil Read          | Alberto Pagani   | Összefoglaló |
| 1968 | Monza    |                      | Bill Ivy           | Phil Read         | Giacomo Agostini   | Giacomo Agostini | Összefoglaló |
| 1967 | Monza    |                      | Bill Ivy           | Phil Read         | Ralph Bryans       | Giacomo Agostini | Összefoglaló |
| 1966 | Monza    | Hans-Georg Anscheidt | Luigi Taveri       | Mike Hailwood     | Giacomo Agostini   | Giacomo Agostini | Összefoglaló |
| 1965 | Monza    |                      | Hugh Anderson      | Tarquinio Provini | Giacomo Agostini   | Mike Hailwood    | Összefoglaló |
| 1964 | Monza    |                      | Luigi Taveri       | Phil Read         | Jim Redman         | Mike Hailwood    | Összefoglaló |
| 1963 | Monza    |                      | Luigi Taveri       | Tarquinio Provini | Jim Redman         | Mike Hailwood    | Összefoglaló |
| 1962 | Monza    | Hans-Georg Anscheidt | Tanaka Teiszuke    | Jim Redman        | Jim Redman         | Mike Hailwood    | Összefoglaló |

| Év   | Helyszín | 125 cc          | 250 cc            | 350 cc            | 500 cc          | Összefoglaló |
| ---- | -------- | --------------- | ----------------- | ----------------- | --------------- | ------------ |
| 1961 | Monza    | Ernst Degner    | Jim Redman        | Gary Hocking      | Mike Hailwood   | Összefoglaló |
| 1960 | Monza    | Carlo Ubbiali   | Carlo Ubbiali     | Gary Hocking      | John Surtees    | Összefoglaló |
| 1959 | Monza    | Ernst Degner    | Carlo Ubbiali     | John Surtees      | John Surtees    | Összefoglaló |
| 1958 | Monza    | Bruno Spaggiari | Emilio Mendogni   | John Surtees      | John Surtees    | Összefoglaló |
| 1957 | Monza    | Carlo Ubbiali   | Tarquinio Provini | Bob McIntyre      | Libero Liberati | Összefoglaló |
| 1956 | Monza    | Carlo Ubbiali   | Carlo Ubbiali     | Libero Liberati   | Geoff Duke      | Összefoglaló |
| 1955 | Monza    | Carlo Ubbiali   | Carlo Ubbiali     | Dickie Dale       | Umberto Masetti | Összefoglaló |
| 1954 | Monza    | Guido Sala      | Arthur Wheeler    | Fergus Anderson   | Geoff Duke      | Összefoglaló |
| 1953 | Monza    | Werner Haas     | Enrico Lorenzetti | Enrico Lorenzetti | Geoff Duke      | Összefoglaló |
| 1952 | Monza    | Emilio Mendogni | Enrico Lorenzetti | Ray Amm           | Leslie Graham   | Összefoglaló |
| 1951 | Monza    | Carlo Ubbiali   | Enrico Lorenzetti | Geoff Duke        | Alfredo Milani  | Összefoglaló |
| 1950 | Monza    | Gianni Leoni    | Dario Ambrosini   | Geoff Duke        | Geoff Duke      | Összefoglaló |
| 1949 | Monza    | Gianni Leoni    | Dario Ambrosini   |                   | Nello Pagani    | Összefoglaló |